# 긴테쓰 가쓰라기사쿠도선

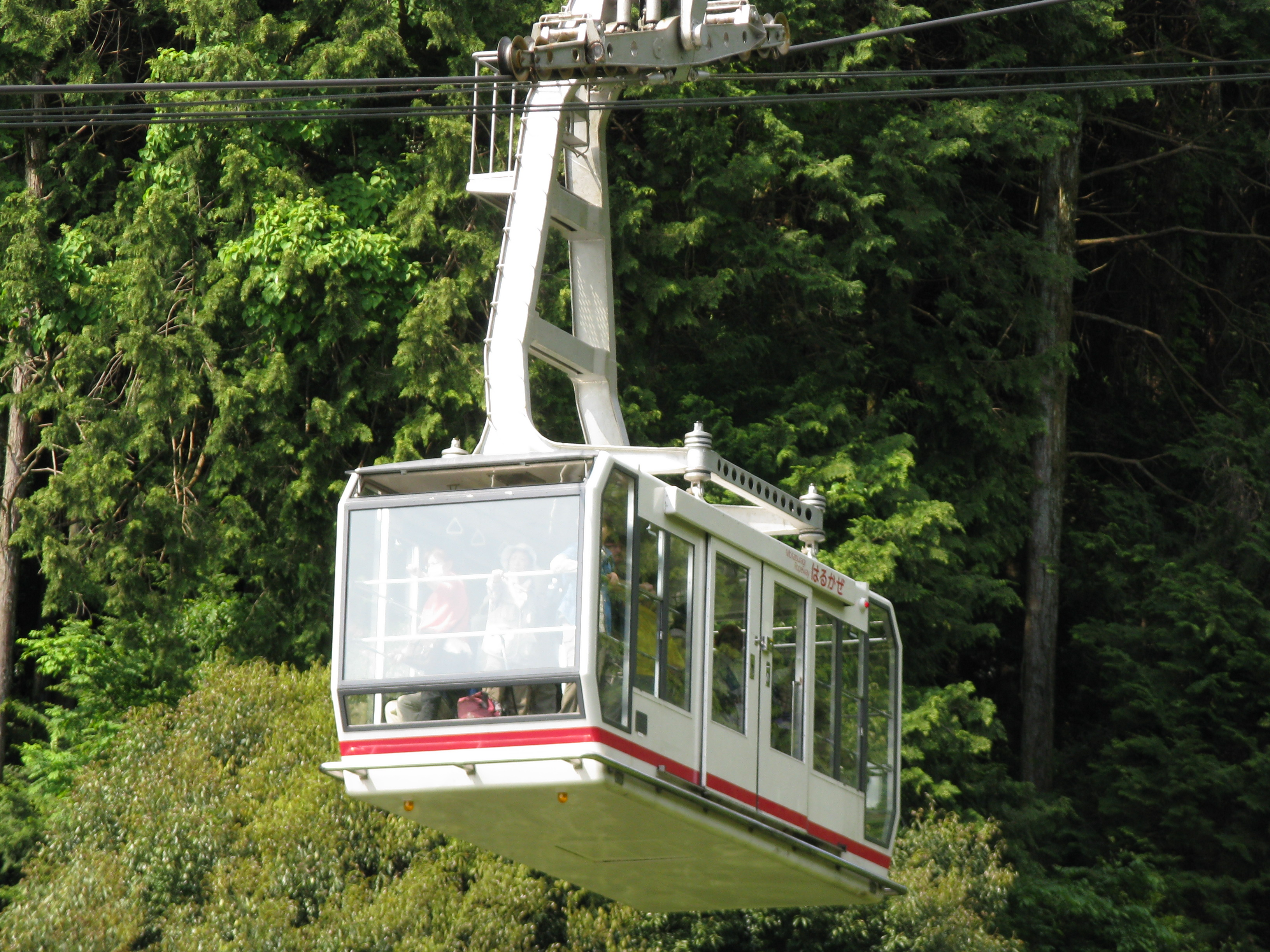
가쓰라기 로프웨이

가쓰라기사쿠도 선(일본어: 葛城索道線)은 일본 나라현 고세시에 있는 가쓰라기토잔구치 역부터 가쓰라기산조 역을 잇는 긴키 닛폰 철도의 삭도 노선이다. 일반으로는 가쓰라기 로프웨이로 불린다.

## 노선 정보
- 노선 거리 (영업 거리) : 1,421m
- 방식 : 복선 교주식
- 역수 : 2역 (기종점역 포함)
- 높낮이차 : 561m

전 구간, 오사카 수송 총괄부의 관할.

## 역사
- 1967년 3월 26일 : 개업.
- 1999년 6월 26일 : 캐리어를 경신

## 역 목록
가쓰라기토잔구치 역 - 가쓰라기산조 역